# Francisco Agundis Arias
Francisco de Paula Agundis Arias (Ciudad de México, 9 de noviembre de 1969) es un político mexicano, asambleísta del Distrito Federal, miembro del Partido Verde Ecologista de México, es administrador de empresas y senador electo. Además es senador y fue coordinador de los Senadores para la LX Legislatura del Congreso de la Unión de México del PVEM hasta el 30 de septiembre de 2008.

## Biografía
Es licenciado en Administración de Empresas por la Universidad Iberoamericana. Tiene estudios en Ecología y Desarrollo Sustentable, Derecho Ambiental y Derecho Legislativo.
Fue representante suplente del PVEM ante el IFE, diputado federal de la LVIII Legislatura de 2000 a 2003, vicecoordinador del Grupo Parlamentario del PVEM, miembro de la Comisión Permanente en el segundo periodo del tercer año de la LVIII Legislatura, diputado local del Distrito Federal III Legislatura de la ALDF de 2003 a 2006, Coordinador del Grupo Parlamentario del PVEM III Legislatura de la ALDF, Vicepresidente de la Comisión de Presupuesto y Cuenta Pública e Integrante de la Comisión de Gobierno.
En febrero de 2011 presentó una iniciativa que reforma el Código Fiscal de la Federación, con el objetivo de que los comprobantes fiscales contengan nombre, denominación o razón social, domicilio fiscal y clave del registro federal de contribuyente de la persona a favor de quien expida.
Ha recibido críticas por el hecho de que varios miembros de su familia han ocupado cargos de elección popular postulado por el PVEM: su esposa Verónica Velasco Rodríguez fue senadora y dos veces diputada federal, y su madre María de la Luz Arias Staines y su hermano Alejandro Agundis Arias fueron diputados federales.